# David Balcombe Wingate
Pour les articles homonymes, voir Wingate.
David Balcombe Wingate, né le 11 octobre 1935 aux Bermudes, est un ornithologue, naturaliste et protecteur de la nature britannique.
En 1951, avec Robert Cushman Murphy (1887-1973) et Louis S. Mowbrey, il redécouvre une espèce que l’on pensait éteinte depuis 1620, le pétrel des Bermudes. Ceci l’encourage d’étudier la zoologie à l’université Cornell avant de revenir aux Bermudes pour y occuper le rôle de Chief Conservation Officer, fonction qu’il conserve jusqu’à son départ à la retraite en 2000. Afin d'assurer la conservation de ce pétrel, il entreprend de restaurer une île dans son état écologique pré-colonial. Il est fait officier de l’Ordre de l'Empire britannique en 2001 en récompense des services rendus pour la conservation environnementale.

## Source
- (en) Cet article est partiellement ou en totalité issu de l’article de Wikipédia en anglais intitulé « David B. Wingate » (voir la liste des auteurs) (version du 3 décembre 2006).